# Eckhaus Verlag

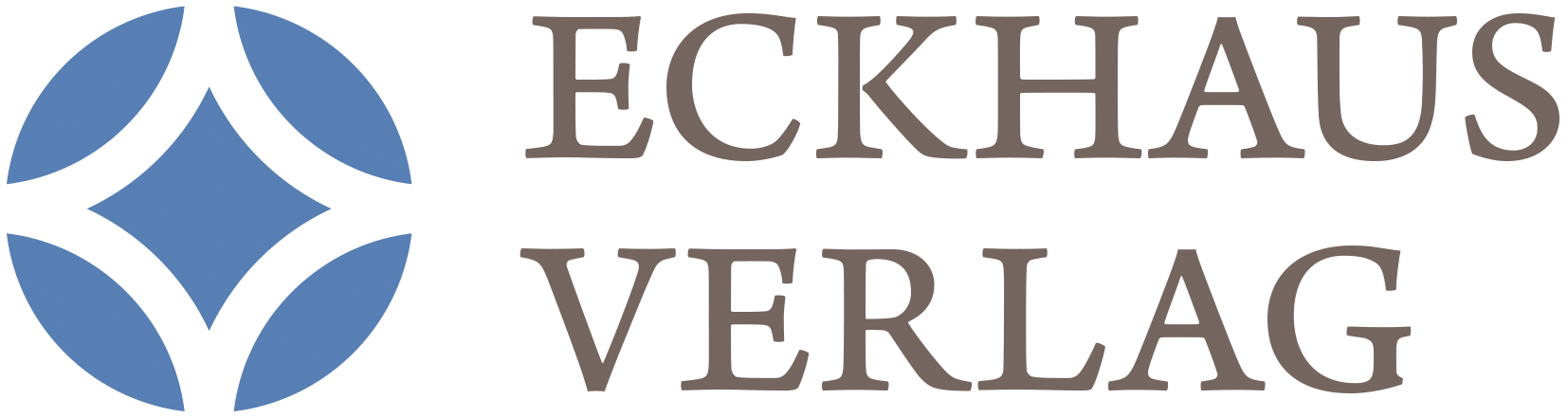

Der Eckhaus Verlag ist ein Kleinverlag mit Sitz in Weimar, der im Frühjahr 2014 gegründet wurde. Der Fokus des Verlagsprogramms liegt auf Biografien und Themen der jüngeren und jüngsten Geschichte.

## Geschichte
Gegründet wurde der Verlag als Teil der Werbeagentur Rogge GmbH durch Jana Rogge. Verlagslektor war bis 2021 Ulrich Völkel. Die Verlagsleitung übernahm im April 2015 seine Tochter, Katja Völkel.
Das erste im Eckhaus Verlag erschienene Buch war die Autobiografie des Weimar Schriftstellers und Drehbuchautors Wolfgang Held im Juli 2014. Es folgte die Erstübersetzung von Eva Schloss’ „The Promise“ (Amsterdam, 11. Mai 1944. Das Ende meiner Kindheit) aus dem Englischen. In dieser Reihe erschienen auch die Memoiren des Holocaust-Überlebenden Bertrand Herz, der als 14-Jähriger in das KZ Buchenwald verbracht wurde. Seine Übersetzung von „Le pull-over de Buchenwald“ erschien unter dem Titel „Der Tod war überall“.
Die Erinnerungen einer der letzten noch lebenden Schindler-Juden wurde 2019 vorgestellt. Laura Hillman, 1923 als Hannelore im ostfriesischen Aurich geboren und heute in Kalifornien lebend, berichtet in ihrem Buch „Ich pflanze einen Flieder für dich“ (Originaltitel: „I will plant you a lilac tree“) von ihrer Deportation und ihr Überleben in mehreren Konzentrationslagern. Das Interesse für Zeitzeugen des Nationalsozialismus schlägt sich auch in der vom Eckhaus Verlag gegründeten Reihe „Stolperstein-Geschichten in …“ nieder. Diese Buchserie dokumentiert die Biografien von verschiedenen Städten, die sich hinter den vom Künstler Gunter Demnig verlegten Stolpersteinen verbergen und beschreibt die Zeit während des Nationalsozialismus in der jeweiligen Stadt. Bisher erschienen sind „Stolperstein-Geschichten Weimar“ (2016) und „Stolperstein-Geschichten Aurich“ (2018).
Im Jahr 2016 erweiterte der Verlag sein Spektrum um Bücher aus dem Bereich der Kulinarik.